# Lea Kleiner
Lea Kleiner Haas (Zagreb, 1929) es una acuarelista, grabadora, fotógrafa y profesora chilena.

## Biografía
Nació en la ciudad de Zagreb, que en aquella época formaba parte de Yugoslavia, hija de Marko Kleiner y Dulli Haas. Su familia era de origen judío. Su hermana menor, Doris, se casó años después con el actor ruso-estadounidense Yul Brynner. En 1939, meses antes de que comenzara la Segunda Guerra Mundial, y debido al antisemitismo que existía en Europa, se trasladó junto a su familia a Francia y desde ese país zarparon en un barco hacia Chile.
En 1947 ingresó a la Universidad de Chile para estudiar decoración de interiores, carrera que terminó en 1950. Durante los años siguientes trabajó como profesora en la misma universidad, en las cátedras de dibujo, geometría descriptiva y perspectiva, composición y pintura a la acuarela. Entre los años 1960 y 1980 se especializó en el grabado y la fotografía. Además de integrar el grupo de grabado Taller 99, creado por Nemesio Antúnez, fue alumna de los artistas plásticos Eduardo Vilches y Guillermo Frommer, y del fotógrafo Bob Borowicz.
Un tema frecuente en sus obras es la naturaleza, en especial los árboles y los desiertos. Sus grabados, que realizaba en blanco y negro, eran de carácter figurativo en un principio y posteriormente se acercaron a la abstracción. Comenzó a desarrollar la técnica de la acuarela en 1981 y a mediados de aquella década inició su propio taller. Es considerada una artista innovadora de esa disciplina en Chile, debido a una técnica que emplea solo agua y pigmentos diluidos, sin dibujo. También se ha destacado la síntesis de formas en sus trabajos. Kleiner ha asociado su interés por el trabajo artístico con agua a la natación, deporte que practicó en su juventud.
En 1987 recibió el premio de la crítica, otorgado por el Círculo de Críticos de Santiago.
Sus obras forman parte de las colecciones del Museo Nacional de Bellas Artes, de la Pinacoteca de Concepción y del MoMA.